# 周贤宣
周賢宣（1511年—？），字仲舍，號洞巖，江西吉安府萬安縣人，明朝政治人物。

## 生平
嘉靖二十二年（1543年）癸卯科江西鄉試舉人，三十二年（1553年）癸丑科二甲第六十四名進士。大理寺觀政，授工部主事，管荊關工部抽分廠，升員外郎、郎中，出為延平府知府，任內以厚風俗、正士習為首務，升福建按察司副使、兵備漳南，屢敗倭寇，升福建布政使司右參政，隆慶三年（1569年）九月升福建按察使，四年（1570年）三月升福建右布政使，五年（1571年）正月致仕歸里。

## 家族
祖父周古直；父周文珍，荊王府大使。母劉氏（贈安人）。兄周賢寀，弟周賢寰。